# Pfarrkirche Brand-Laaben

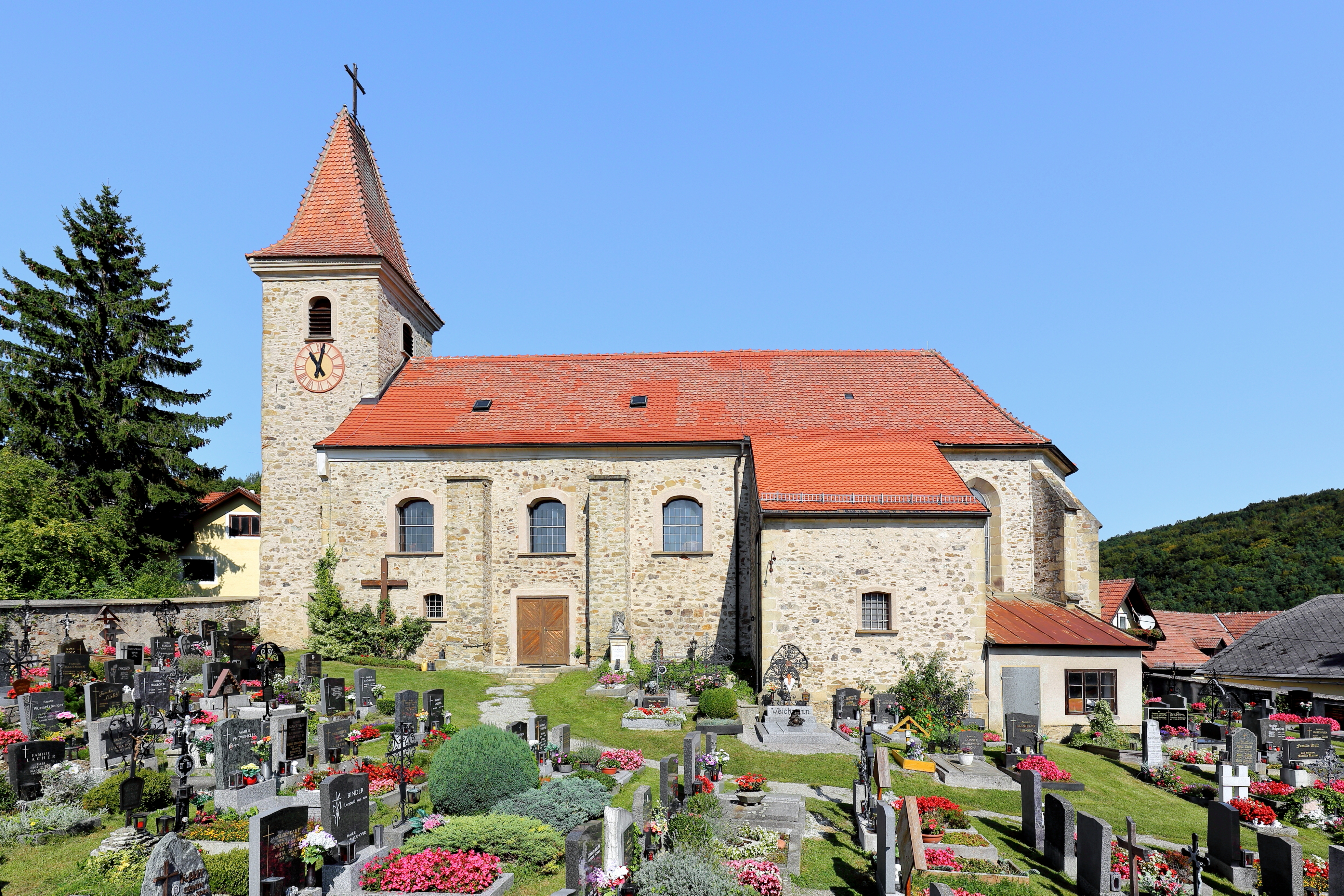
Katholische Pfarrkirche hl. Johannes der Täufer in Brand-Laaben

Die römisch-katholische Pfarrkirche Brand-Laaben steht auf einer terrassenartigen Erhöhung in der Ortschaft Brand in der Gemeinde Brand-Laaben im Bezirk St. Pölten-Land in Niederösterreich; sie gehört zum Dekanat Neulengbach in der Diözese St. Pölten. Schutzpatron ist der heilige Johannes der Täufer. Die Kirche und der Friedhof stehen unter Denkmalschutz (Listeneintrag).

## Geschichte
Urkundlich bestand 1248 eine Filiale der Pfarrkirche St. Christophen, dem Chorherrenstift St. Pölten inkorporiert. 1394 ein Vikariat wurde 1429 die Pfarre gegründet. 1785 wurde die Pfarre eine Weltpriester-Pfarre.
Die im Kern gotische Kirche aus dem 13. Jahrhundert zeigt sich seit 1955 als steinsichtiger Bau mit einem barocken Langhaus, einem gotischen Chor mit einem Fünfachtelschluss und einem Westturm von 1708, der 1758 erhöht wurde. Das Langhaus wurde nach einem Brand 1758 von Matthias Munggenast wiedererrichtet. 1972/1973 wurde die Kirche restauriert.

## Architektur
Das Kirchenäußere zeigt ein Langhaus unter einem Satteldach mit seitlich je zwei Stützpfeilern und barocken Segmentbogenfenstern. Der Chor mit einem leichten Achsknick nach Süden hat Strebepfeiler und erneuerte Spitzbogenfenster, das östliche Fenster ist vermauert. Der vorgestellte Westturm hat korbbogige Schallfenster und ein 1900 aufgesetztes Zeltdach. Südlich ist eine Sakristei angebaut. Sie hat ein Pultdach und barocke Fenster mit Steckgittern.
Das Kircheninnere zeigt ein dreijochiges Langhaus mit Platzlgewölben und Gurtbögen auf Pilastern. Die Westempore aus der zweiten Hälfte des 19. Jahrhunderts hat eine Holzbrüstung auf hölzernen Rundsäulen. Der eingezogene Triumphbogen ist spitzbogig. Der breite einjochige Chor hat ein Kreuzrippengewölbe auf Konsölchen aus dem 15. Jahrhundert, zur kreuzgratgewölbten Sakristei führt ein spätgotisches Schulterportal, daneben befinden sich ein Lavabo und eine rechteckige Sakramentsnische mit einem abgefasten Steingewände sowie eine zweiteilige Session. Das Turmerdgeschoß ist kreuzgratgewölbt.
Die Deckenmalereien in gerahmten Feldern schuf Rupert Lorenz um 1910, sie zeigen die Enthauptung und die Predigt in der Wüste des hl. Johannes des Täufers und an den Chorwänden Schutzengel und Marientod. Die Glasmalereien schuf Franz Götzer 1907, sie zeigen in einem neugotischen ornamentalen Dekor die Heiligen Katharina, Josef, Maria und Leopold.

## Einrichtung
Die spätbarocke Einrichtung entstand im dritten Viertel des 18. Jahrhunderts.
Der Hochaltar trägt ein Säulenretabel aus dem Jahr 1765. Das Altarblatt zeigt die Taufe Christi, flankiert von Statuen der Heiligen Zacharias und Elisabeth. Im Aufsatz ist die Hl. Dreifaltigkeit dargestellt. Der sarkophagförmige Altartisch mit Tabernakel wurde 1937 eingesetzt.
Die Seitenaltäre von 1768 bestehen aus übereck gestellten Sarkophagaltartischen. Der linke Seitenaltar trägt unter einem Baldachin die Statue Christus an der Geißelsäule, der rechte Seitenaltar zeigt das Altarbild Heilige Familie, gemalt von Andreas Washueber 1681 in einem qualitätsvollen Schnitzrahmen von Arthur Rauch in barockisierenden Formen.
Die Kreuzwegbilder entstanden in der ersten Hälfte des 19. Jahrhunderts. Eine Kopie der Altöttinger Gnadenmadonna wurde 1981 restauriert.
Die Orgel baute Franz Capek 1913.

## Friedhof
Die Kirche ist von einem ummauerten Friedhof umgeben, die Ummauerung ist im Westen mit dem Turm verbunden, der Zugang erfolgt im Norden und Südosten über zwei Portale aus dem 19. Jahrhundert.
Die Wegkapelle an der Friedhofsmauer entstand in der Mitte des 19. Jahrhunderts. Der Giebelbau mit Putzdekor hat eine Korbbogenöffnung. In der Kapelle steht eine Statue des hl. Johannes Nepomuk aus dem Ende des 18. Jahrhunderts.